# بيرم أباد (فيروزة)
بيرم‌ أباد (بالفارسية: بیرم‌آباد) هي قرية تقع في قسم طاغنكوة الشمالي الريفي في إيران. يقدر عدد سكانها بـ 277 نسمة .